# Battelli del Reno
Battelli del Reno è un'espressione idiomatica usata nell'ambito del pensiero economico per esprimere la teoria istituzionalistica in contrapposizione con la teoria contrattualistica.

## Significato
Si usa nel dibattito sulle finalità dell'impresa per indicare la concezione dove l'interesse dell'impresa in sé è qualche cosa di distinto, e qualche volta contrapposto, all'interesse degli azionisti.
Si adopera anche l'espressione oggettivizzazione della impresa.

## Fonte
La frase è attribuita a Walther Rathenau che avrebbe risposto agli azionisti della Norddeutscher Lloyd, i quali avanzavano lamentele sul fatto di non aver conseguito gli utili sperati dal loro investimento azionario:
In Italia l'espressione è stata ripresa da un celebre articolo dell'Asquini che così esplicita il pensiero: